# Kinyongia boehmei
Espèce
Synonymes
- Bradypodion tavetanum boehmei Lutzmann & Nečas, 2002

Statut de conservation UICN

 NT  : Quasi menacé
Statut CITES
Kinyongia boehmei est une espèce de sauriens de la famille des Chamaeleonidae.

## Répartition
Cette espèce est endémique du Kenya. Elle se rencontre entre 1 200 et 2 200 m d'altitude dans les monts Taita.

## Étymologie
Cette espèce est nommée en l'honneur de Wolfgang Böhme.

## Publication originale
- Lutzmann & Nečas, 2002 : Zum Status von Bradypodion tavetanum (Steindachner 1891) aus den Taita Hills, Kenia, mit Beschreibung einer neuen Unterart (Reptilia: Sauria: Chamaeleonidae). Salamandra, vol. 38, no 1, p. 5-14.